# Gisulfo di Spoleto
Gisulfo di Spoleto (... – 761 o 763) è stato un duca longobardo, duca di Spoleto.

## Biografia
Nel 758, Desiderio, dopo aver spodestato con una rivolta il duca Alboino, prese il controllo del Ducato di Spoleto fino ad aprile dell'anno successivo, quando nominò Gisulfo a governare il ducato in suo nome.
Gisulfo regnò fino al 761 o 763, quando morì o fu deposto. È stato sostituito tra settembre 762 e marzo 763 da Teodicio, un altro seguace di Desiderio.